# Shadow of the Law (film, 1926)
Pour les articles homonymes, voir Shadow of the Law.
Pour plus de détails, voir Fiche technique et Distribution.
Shadow of the Law est un film américain réalisé par Wallace Worsley, sorti en 1926.

## Synopsis
Mary Brophy, une jeune femme injustement emprisonnée par un maître escroc qu'elle refuse d'épouser, rencontre James Reynolds, dont elle tombe amoureuse. Le jeune homme devient son protecteur et alors que Mary est en prison, son père tombe sous l'influence maléfique du chef d'un gang criminel. Lors d'une réception, le père de la jeune femme est abattu par l'homme qu'elle a refusé d'épouser. Il est traduit en justice et sa romance se déroule ensuite sans heurts.

## Fiche technique
- Titre : Shadow of the Law
- Réalisation : Wallace Worsley
- Scénario : Leah Baird et Grover Jones d'après le roman de Harry Chapman Ford (en)
- Photographie : Ray June
- Pays d'origine : États-Unis
- Format : Noir et blanc - 1,33:1 - Film muet
- Genre : drame
- Date de sortie : 1926

## Distribution
- Clara Bow : Mary Brophy
- Forrest Stanley : James Reynolds
- Stuart Holmes : Linyard
- Ralph Lewis : Brophy
- William V. Mong : Egan
- J. Emmett Beck : Martin
- Adele Farrington : la tante
- Eddie Lyons : Crook
- George Cooper : Chauffeur